# 近江鉄道700系電車
近江鉄道700系電車（おうみてつどう700けいでんしゃ）は、近江鉄道がかつて所有していた電車である。

## 概要
近江鉄道開業100周年と八日市駅の新駅舎完成を記念し、同社の彦根工場にて西武401系437編成（クモハ438 - クモハ437）をベースに1年がかりの改造工事を経て1998年（平成10年）5月12日に竣功。イベント列車にも使用できる多目的車両として近江鉄道本線八日市駅の改築竣功記念式に合わせた同年6月13日に運行を開始した。
「あかね号」という愛称があり、これは蒲生野で詠まれた万葉歌「あかねさす…」に因んでいる。
デザインは種車とは大きく異なる流線形となり、先頭部分は前面展望も考慮した大きな窓が装備されている。塗装はクリームを基調とし、赤と青のラインが側面に塗装されている。室内は車端部を除いて転換式クロスシートが1020ミリピッチで展開されている。転換クロスシートの採用は、同社路線と接続するJRの新快速などが転換クロスシートであることも影響している。特にJRとの乗換えや乗り継ぎの利用者が多い八日市線で当初の運用が多かったのもそのためで、JRの転換クロスシートに慣れた通勤者等へアピールした。
当系列は2両編成1本（モハ701 - モハ1701）のみ彦根工場で改造され、増備車として401系427F（クモハ428-クモハ427）を種車とした第2編成の「702編成」が2004年度に竣工する予定となっていたが、実際には同編成は700系とはならずに800系810Fとなり、2005年4月に竣工している。

## 形式
- モハ700形

貴生川方の制御電動車。主制御器を搭載し、連結面寄りに菱形パンタグラフを装備している。
- モハ1700形

米原方の制御電動車。電動発電機及び空気圧縮機を搭載する。

## 運用
竣工当時から大きな変化がなく運用されてきたが、2015年には前面窓内上部にLED式行先表示器が新設され、元々使用されていた正面窓下の字幕式表示器には、新たに列車愛称である『あかね』のヘッドマークが掲出されるようになった。後に、扉の開閉時に鳴動するドアチャイムの新設が行われた。
老朽化のため、2019年（令和元年）5月6日のさよなら運転をもって営業運転を終了し、翌5月7日付で廃車となった。「あかね号」の愛称と塗装は900形に継承され、2019年（平成31年）2月16日より本形式の塗装となって運行を開始している。廃車後の2019年8月19日の夜から翌20日の未明にかけて2両共奈良県内の解体場へと陸送され、現存しない。

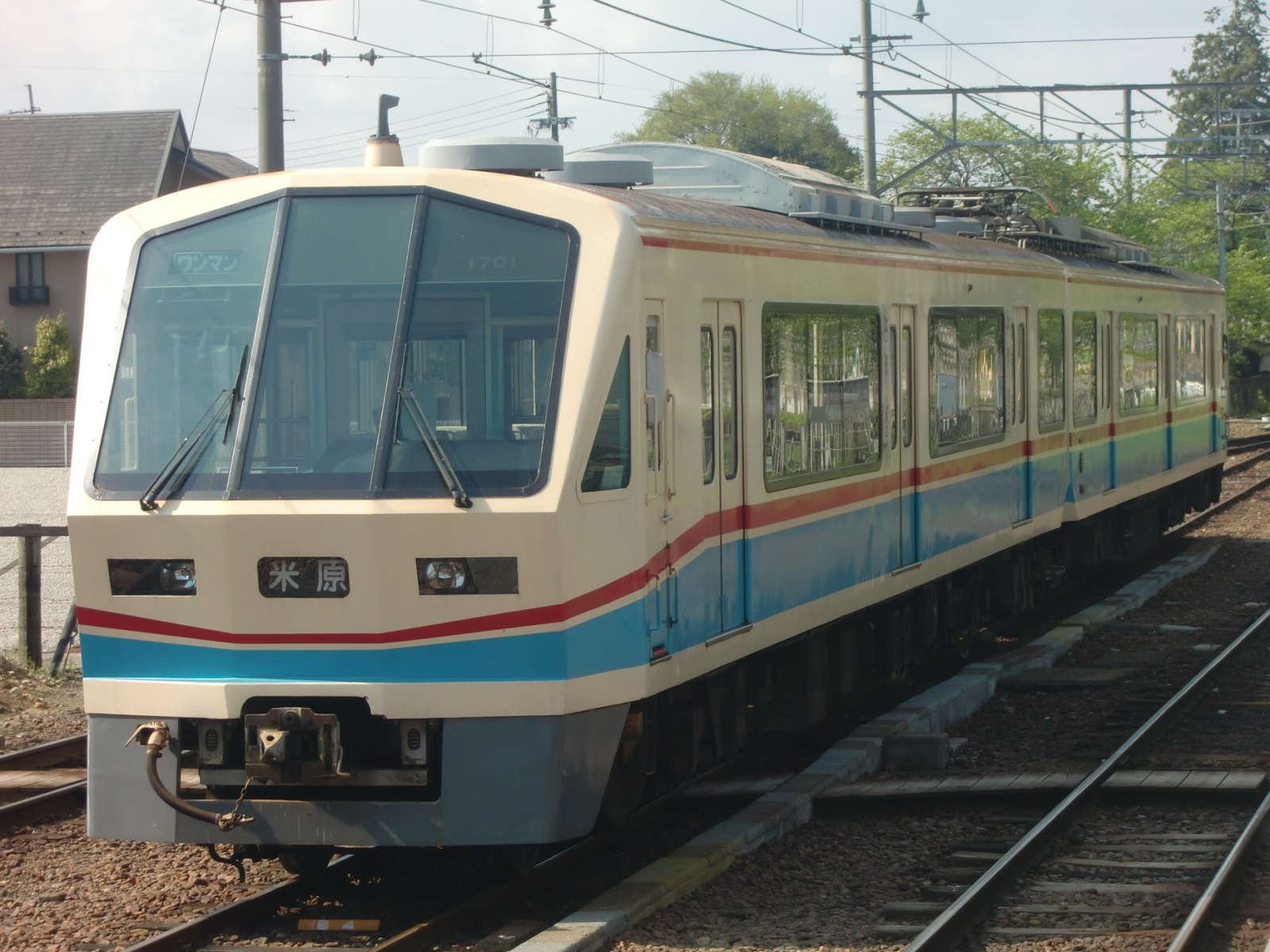
改造前（2013年）
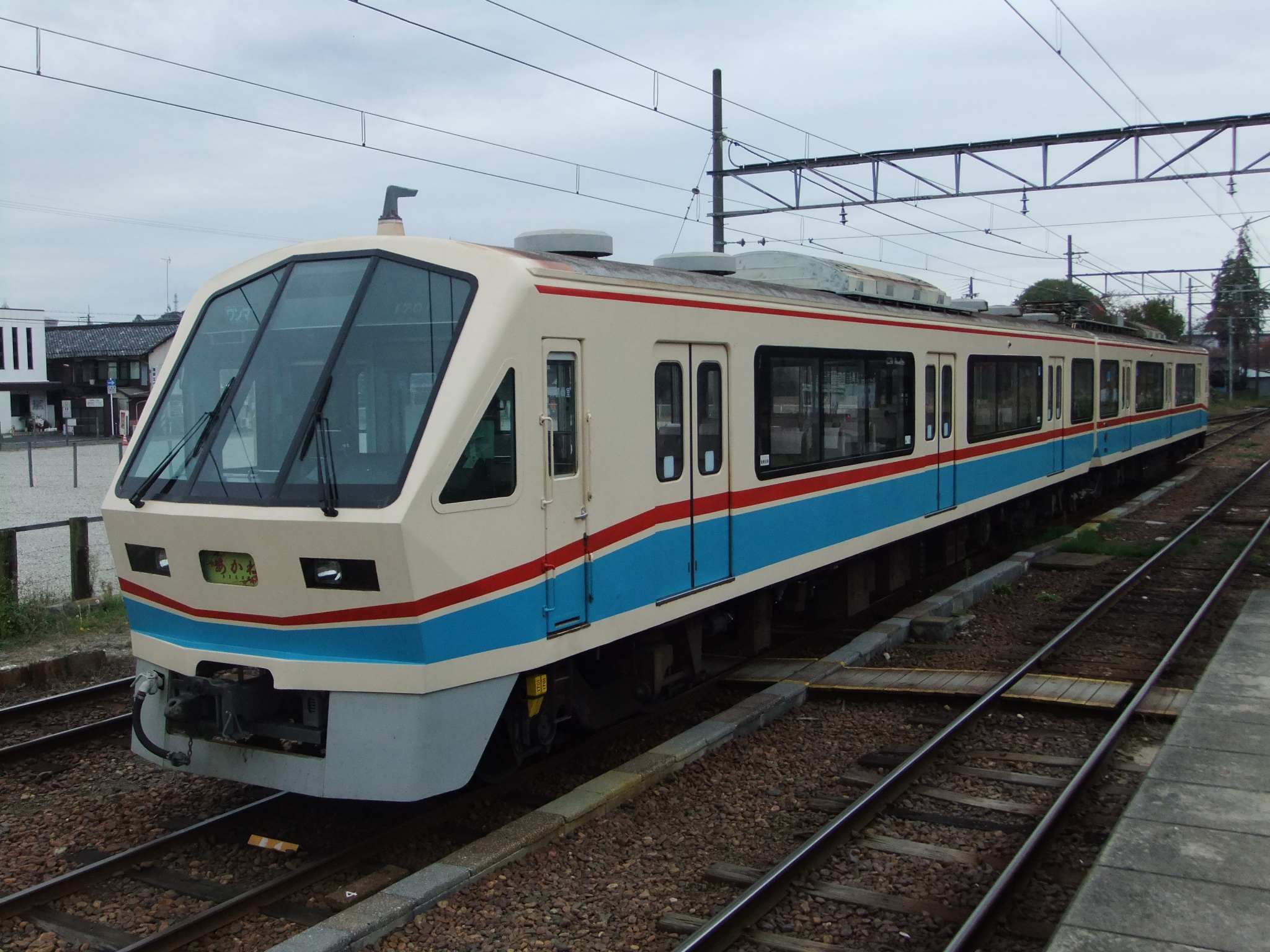
改造後（2015年）